# Bulbophyllum antenniferum
Bulbophyllum antenniferum là một loài phong lan thuộc chi Bulbophyllum.